# Дани Светог Прокопија
Дани Светог Прокопија је културна манифестација у Прокупљу у част градске славе - Светог Прокопија, по коме је град добио име.
Градска слава - Свети Прокопије прославља се 21. јула у част свеца по коме је Прокупље добило име, а чије се мошти налазе у градској цркви Светог Прокопија у подножју брда Хисар у Прокупљу.
Дани Светог Прокопија почињу дан раније и обележени су бројним културним дешавањима и спортским такмичењима, уз гостовање еминентних личности из ових области.
Одржава се Свечана академија у част Светог Прокопија у оквиру које се традиционално додељује плакета Свети Прокопије, највеће градско признање за истакнуте појединце и установе и постигнуте резултате из области науке, културе, спорта, образовања, итд.
На сам дан славе, одржава се свечана литија која пролази кроз град и свечана литургија у цркви Светог Прокопија.